# Ghana International
Die Ghana International sind die offenen internationalen Meisterschaften von Ghana im Badminton. Die erste Austragung ist für 1989 dokumentiert, welche Mitte September 1989 stattfand.

## Die Sieger
| Jahr      | Herreneinzel            | Dameneinzel                | Herrendoppel                                    | Damendoppel                                   | Mixed                                       |
| --------- | ----------------------- | -------------------------- | ----------------------------------------------- | --------------------------------------------- | ------------------------------------------- |
| 1989      | Charles Mensah          | Nelly Akainyah             | Ernest Kyei Boniface Amuzu                      | Nelly Akainyah Cynthia Amuzu                  | Owusu Agyemang Cynthia Amuzu                |
| 2018      | Harsheel Dani           | Ksenia Polikarpova         | Vasantha Kumar Hanumaiah Raganatha Ashith Surya | Harika Veludurthi Karishma Wadkar             | Vighnesh Devlekar Harika Veludurthi         |
| 2019      | Kiran George            | Vũ Thị Trang               | M. R. Arjun Shlok Ramchandran                   | Maneesha Kukkapalli Panda Rutaparna           | Shlok Ramchandran Panda Rutaparna           |
| 2020 2024 | nicht ausgetragen       | nicht ausgetragen          | nicht ausgetragen                               | nicht ausgetragen                             | nicht ausgetragen                           |
| 2025      | Prahdiska Bagas Shujiwo | Thalita Ramadhani Wiryawan | Anselmus Breagit Fredy Prasetya Pulung Ramadhan | Isyana Syahira Meida Rinjani Kwinnara Nastine | Bimo Prasetyo Arlya Nabila Thesya Munggaran |